# Campeonato Mundial de Corta-Mato de 1997
O 25º Campeonato Mundial de Corta-Mato foi realizado em 23 de março de 1997, em Turim, Itália. 

## Resultados

### Corrida Longa Masculina

#### Individual
| Medalha | Atleta       | País     | Tempo     |
| Ouro    | Paul Tergat  | Quênia   | 35:11 min |
| Prata   | Salah Hissou | Marrocos | 35:13 min |
| Bronze  | Tom Nyariki  | Quênia   | 35:20 min |

#### Equipas
| Medalha | Selecção | Marca   |
| Ouro    | Quênia · Paul Tergat (1º) · Tom Nyariki (3º) · Paul Koech (4º) · Joseph Kibor (7º) · Joshua Chelanga (17º) · Shem Kororia (19º)                   | 51 pts  |
| Prata   | Marrocos · Salah Hissou (2º) · Ismaïl Sghyr (8º) · Khalid Boulami (10º) · El Hassan Lahssini (12º) · Elarbi Khattabi (16º) · Brahim Boulami (22º) | 70 pts  |
| Bronze  | Etiópia · Habte Jifar (11º) · Assefa Mezgebu (13º) · Ayele Mezgebu (18º) · Abraham Assefa (23º) · Girma Tolla (27º) · Tegenu Abebe (33º)          | 125 pts |

### Corrida Júnior Masculina

#### Individual
| Medalha | Atleta               | País    | Tempo     |
| Ouro    | Elijah Korir         | Quênia  | 24:21 min |
| Prata   | Million Wolde        | Etiópia | 24:28 min |
| Bronze  | Paul Malakwen Kosgei | Quênia  | 24:29 min |

#### Equipas
| Medalha | Selecção | Marca  |
| Ouro    | Quênia   | 13 pts |
| Prata   | Etiópia  | 31 pts |
| Bronze  | Marrocos | 74 pts |

### Corrida Longa Feminina

#### Individual
| Medalha | Atleta          | País        | Tempo     |
| Ouro    | Derartu Tulu    | Etiópia     | 20:53 min |
| Prata   | Paula Radcliffe | Reino Unido | 20:55 min |
| Bronze  | Getenesh Wami   | Etiópia     | 21:00 min |

#### Equipas
| Medalha | Selecção                                                                                               | Marca  |
| Ouro    | Etiópia · Derartu Tulu (1ª) · Getenesh Wami (3ª) · Merima Denboba (6ª) · Berhane Adere (14ª)           | 24 pts |
| Prata   | Quênia · Sally Barsosio (5ª) · Naomi Mugo (8ª) · Jane Omoro (10ª) · Lydia Cheromei (11ª)               | 34 pts |
| Bronze  | Irlanda · Catherina McKiernan (7ª) · Sonia O'Sullivan (9ª) · Valerie Vaughan (23ª) · Una English (25ª) | 64 pts |

### Corrida Júnior Feminina

#### Individual
| Medalha | Atleta           | País    | Tempo     |
| Ouro    | Rose Koskei      | Quênia  | 14:58 min |
| Prata   | Prisca Jepleting | Quênia  | 14:59 min |
| Bronze  | Ayelech Worku    | Etiópia | 15:02 min |

#### Equipas
| Medalha | Selecção | Marca  |
| Ouro    | Quênia   | 15 pts |
| Prata   | Japão    | 38 pts |
| Bronze  | Etiópia  | 39 pts |